# یواس‌اس تراتا (اس‌اس-۴۲۱)
یواس‌اس تراتا (اس‌اس-۴۲۱) (به انگلیسی: USS Trutta (SS-421)) یک زیردریایی است که طول آن ۳۱۱ فوت ۸ اینچ (۹۵٫۰۰ متر) می‌باشد. این زیردریایی در سال ۱۹۴۴ ساخته شد.